# Falcidens vasconiensis
Falcidens vasconiensis é uma espécie de molusco pertencente à família Chaetodermatidae.
A autoridade científica da espécie é Salvini-Plawen, tendo sido descrita no ano de 1996.
Trata-se de uma espécie presente no território português, incluindo a zona económica exclusiva.